# Troglohyphantes bolivarorum
Troglohyphantes bolivarorum este o specie de păianjeni din genul Troglohyphantes, familia Linyphiidae, descrisă de Machado, 1939.
Este endemică în Spania. Conform Catalogue of Life specia Troglohyphantes bolivarorum nu are subspecii cunoscute.